# トゥーヒェンバッハ
トゥーヒェンバッハ（ドイツ語: Tuchenbach、周辺地域ではDumba）は、ドイツ連邦共和国バイエルン州ミッテルフランケン行政管区のフュルト郡に属す町村（以下、本項では便宜上「町」と記述する）である。この町はオーバーミヒェルバッハ＝トゥーヒェンバッハ行政共同体に加盟している。この町は、フュルト郡で最も人口の少ない町である。

## 地理
この町はフュルトの西約 15 km に位置している。主邑であるトゥーヒェンバッハの他に地区はない。隣接する市町村は、オーバーミヒェルバッハ、ファイツブロン、プッシェンドルフ、ヘルツォーゲンアウラハである。

### 自治体の構成
行政上の自治体トゥーヒェンバッハは、主邑のみで構成されている。

## 歴史
この集落は、1284年に Tuchenbach という表記で初めて文献に記録されている。この地名は、同名の川の名前に由来する。この規定語は、おそらく人名 Tucho を表している。
18世紀末頃、トゥーヒェンバッハには31戸があった。重罪裁判所や集落の行政は、ブランデンブルク＝アンスバッハ辺境伯ランゲンツェン代官所が管轄した。土地所有者は、ブランデンブルク辺境伯のカステンアムト（財務局）・カドルツブルク、バンベルク司教領のアムト（地方行政局）・ヘルツォーゲンアウラハ、ランゲンツェン病院、帝国都市ニュルンベルクのランデスアルモーゼンアムト（喜捨局）、聖クララ修道院、シュピタールアムト（病院局）、ニュルンベルクの貴族ショイルル家があった。
トゥーヒェンバッハを含むアンスバッハ辺境伯領は、1792年にプロイセンの、1806年にバイエルン王国の一部となった。
市町村令に伴い、1808年にトゥーヒェンバッハはシュトイアーディストリクト（徴税区）・ファイツブロンに組み込まれた。同じ年にルーラルゲマインデ（農村）・トゥーヒェンバッハが創設され、レッツェルフェムバッハに属した。この村は、行政および司法はカドルツブルク地方裁判所、財務行政はレントアムト（財務局）・カドルツブルクの下位に置かれた。裁判管轄権は1872年にフュルト地方裁判所に移管され、1880年からはフュルト区裁判所の管轄下に置かれた。財務行政は、1870年からフュルト財務局（1920年にフィナンツアムト（財務局）・フュルトと改名された）に移管された。1961年のこの町の面積は、10.259 km2 であった。
1980年1月1日、住民調査の結果に基づき、当時人口約 350人のレッツェルフェムバッハ地区がファイツブロンに移管された。

## 住民

### 人口推移
| 時期          | 人口（人） |
| ------------- | ---------- |
| 1840年12月1日 | 258        |
| 1871年12月1日 | 271        |
| 1900年12月1日 | 287        |
| 1925年6月16日 | 268        |
| 1939年5月17日 | 260        |
| 1950年9月13日 | 327        |

| 時期           | 人口（人） |
| -------------- | ---------- |
| 1961年6月6日   | 273        |
| 1970年5月27日  | 374        |
| 1987年5月25日  | 944        |
| 2008年12月31日 | 1,264      |
| 2011年12月31日 | 1,343      |
| 2017年12月31日 | 1,333      |

## 行政

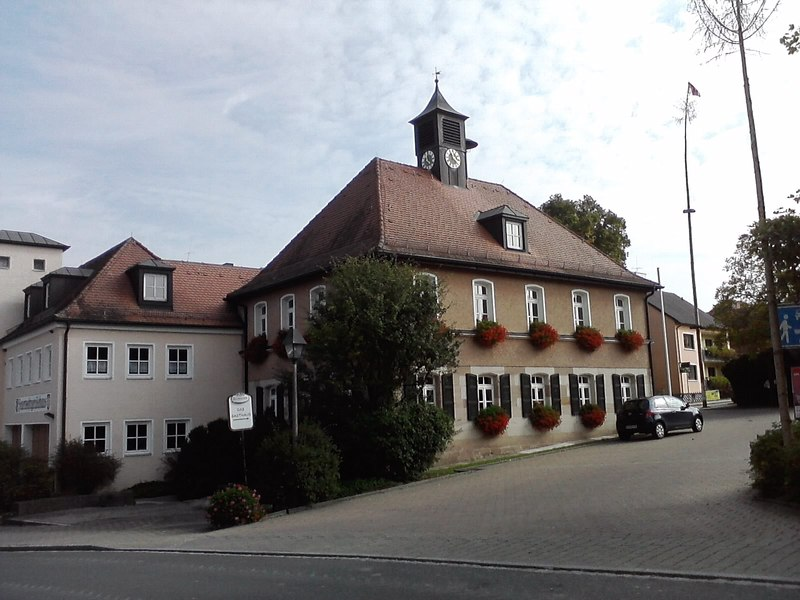
トゥーヒェンバッハの町役場

### 議会
トゥーヒェンバッハの町議会は、12人の議員で構成されている。

### 首長
レオンハルト・エーダー (IGT) は、2002年3月3日の選挙で 61.8 % の支持票を獲得して兼任の町長に選出された。2008年3月2日（得票率 73.8 %）と2014年3月16日（得票率 76.5 %）の選挙でもそれぞれ再選された。

### 紋章
図柄: 頂部は、銀色と黒で四分割。その下の主部は青地。銀色の斜め波帯とそれに被せて斜めに配置された金の杼。

## 文化と見所

### 年中行事
キルヒヴァイフ（教会開基祭を起源とする民俗祭）は、毎年キリスト昇天の祝日からその次の月曜日まで開催される。

## 経済と社会資本

### 交通
アウトバーン A3号線（エアランゲン＝フラウエンアウラハ・インターチェンジ）が約 7 km 北東を通っている。
郡道 FÜ 8/ERH 13 は、北西側はへーフェンに、南東側はファイツブロンに通じている。町村連絡道がブルクシュタルへ、プッシェンドルフへ、オーバーミヒェルバッハへ、また、 FÜ 7 と交差してレッツェルフェムバッハへ向かう。

## 関連文献
- Johann Kaspar Bundschuh (1802). “Tuchenbach”. Geographisches Statistisch-Topographisches Lexikon von Franken. Band 5: S–U. Ulm: Verlag der Stettinischen Buchhandlung. p. 593 2020年2月2日閲覧。
- Hanns Hubert Hofmann (1954). Nürnberg-Fürth. Historischer Atlas von Bayern, Teil Franken. I, 4. München: Komm. für Bayerische Landesgeschichte. p. 177 2020年2月2日閲覧。
- Hanns Hubert Hofmann (1954). Nürnberg-Fürth. Historischer Atlas von Bayern, Teil Franken. I, 4. München: Komm. für Bayerische Landesgeschichte. pp. 233-234 2020年2月2日閲覧。
- Wolf-Armin von Reitzenstein (2009). Lexikon fränkischer Ortsnamen. Herkunft und Bedeutung. Oberfranken, Mittelfranken, Unterfranken. München: C. H. Beck. p. 224. ISBN 978-3-406-59131-0
- Wolfgang Wiessner (1963). Stadt und Landkreis Fürth. Historisches Ortsnamenbuch von Bayern. 1. München: Kommission für Bayerische Landesgeschichte. pp. 96–97

これらの文献は、翻訳元であるドイツ語版の参考文献として挙げられていたものであり、日本語版作成に際し直接参照してはおりません。